# Collegium Thomanum

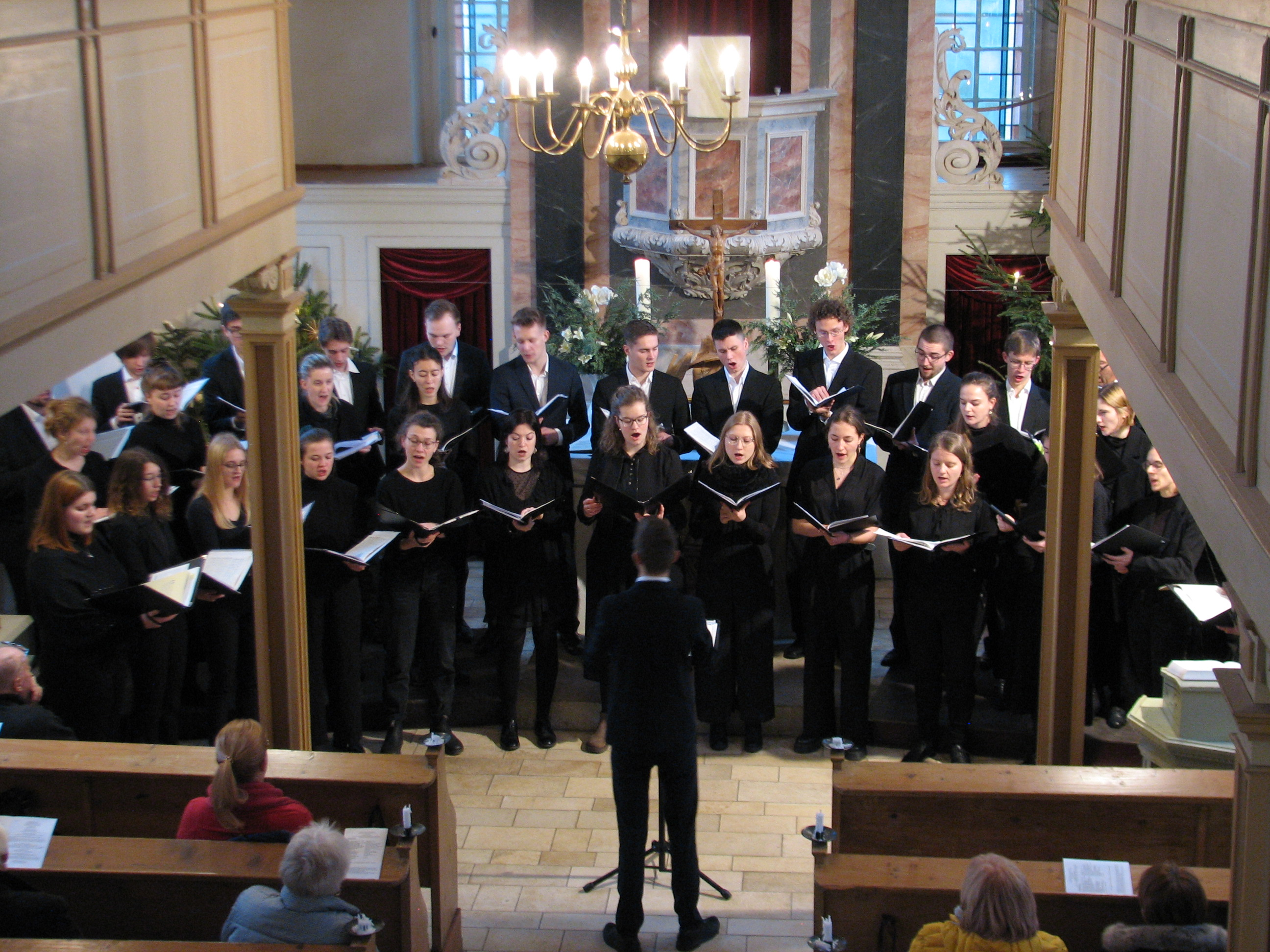
Das Collegium Thomanum beim Konzert in der Kirche Panitzsch am 8. Januar 2023

Das Collegium Thomanum – Eigenschreibweise collegium thomanum – ist ein Laienchor mit überregionaler Zusammensetzung und vorwiegend regionalem Wirkungsschwerpunkt in Leipzig. Er wurde 2019 gegründet und ist eng mit dem Thomanerchor verbunden.

## Entwicklung
Gegründet wurde der Chor als gemeinnütziger Verein für engagierte, einstige Thomaner, Thomasschülerinnen sowie junge Musikerinnen. Unterstützt wurde die Idee zur Gründung von Thomaskantor a. D. Georg Christoph Biller und Verantwortlichen des Thomanerchors, der Thomaskirche und der Thomasschule zu Leipzig.
Die beiden Gründungsmitglieder Julius Sattler und Johannes Gründel – beide zuvor jahrelang Mitglieder des Ensembles Fimmadur – leiteten während ihrer Thomanerzeit regelmäßig die Sommerklänge. Bei diesem Format proben Thomasschülerinnen und Ehemalige verschiedener Jahrgänge eine Woche lang gemeinsam und führen das Programm anschließend in zwei bis drei Konzerten auf. Nach längerer Pause fanden die Sommerklänge 2023 (losgelöst vom inzwischen gegründeten Chor) wieder statt.
Seit 2022 wird der Chor von Max Gläser geleitet. 

## Repertoire
Das Repertoire des Collegium Thomanum reicht von frühester Renaissancemusik über geistliche Musik des Barock, der Klassik und der Romantik bis hin zu Auftragswerken zeitgenössischer Komponistinnen.
Der Alumnichor pflegt zudem die Musik des 20. und 21. Jahrhunderts und bringt auch Kompositionen verschiedener Zeitgenossen zur Aufführung. Regelmäßig erklingen auch Werke von Leipzigs Komponisten wie etwa Johann Sebastian Bach, Felix Mendelssohn Bartholdy und Max Reger.

## Vorhaben
Ziel des Chores ist die Integration neuer Thomanergenerationen, die nach ihren aktiven Zeit im Thomanerchor und in der Thomasschule eine musikalische Heimat suchen. Impulsgeber sind dabei einstige Präfekten mit ihren Erfahrungen, die den künstlerischen Leiter unterstützen.
Pro Jahr soll es mindestens drei größere Konzertprojekte in der Passions-, der Sommer- und der Advents-/Weihnachtszeit verwirklicht werden. Auch wird neben der Aufführung von a-cappella-Programmen die regelmäßige Zusammenarbeit mit Orchestern angestrebt.

## Heimat
Das Collegium Thomanum ist in Leipzig im Forum Thomanum zuhause. Regelmäßiger Konzertort ist die Lutherkirche Leipzig, für deren Restaurierung bei den Chorkonzerten der Sommerklänge Geld gesammelt wurde und wird. Während des Umbaus dieser Kirche probt der Chor im Gemeindehaus der Nathanaelkirche Leipzig in Leipzig-Lindenau, mit der er ebenfalls regelmäßig zusammenarbeitet. Das Collegium Thomanum gibt deutschlandweit Konzerte.

## Persönlichkeiten
Einer der Gründer des Collegium Thomanum und dessen erster musikalischer Leiter war Johannes Gründel. Er starb am 13. März 2022 im Alter von 26 Jahren.